# Ana Cristina Herreros Ferreira
Ana Cristina Herreros Ferreira (León, 1965), filóloga y especialista en literatura tradicional, escritora, editora, narradora oral y autora de libros de cuentos y de artículos sobre animación a la lectura y métodos de narración. Como editora, comenzó a trabajar en Ediciones Siruela en el año 1989, donde también dirigió una colección: la Biblioteca de Cuentos Populares y publicó siete de sus libros. Como narradora, es conocida con el nombre de Ana Griott, y narra sus cuentos en diversas bibliotecas como las del Instituto Cervantes de Amán, Estambul, Rabat, Dublín, Londres y Madrid. También desarrolla su oficio como narradora en teatros, cafés, cárceles, escuelas o parques públicos mayoritariamente en España y Latinoamérica desde 1992.
Sus obras la han llevado a ser invitada a diversos festivales a lo largo del mundo y algunos de sus libros han sido traducidos al catalán y al francés.
En 2014 fundó la editorial Libros de las Malas Compañías, donde sigue ejerciendo su labor como editora y publicando sus libros. http://www.librosdelasmalascompanias.com

## Premios
2012: Por su trabajo como investigadora de tradiciones orales y sus libros de Cuentos populares del Mediterráneo, el Diploma de Honor de la Fundación Dieta Mediterránea (que compartió con Michele Obama) http://dietamediterranea.com/quehacemos/eventos/diplomas-de-honor-personalidades/ (enlace roto disponible en Internet Archive; véase el historial, la primera versión y la última).
2011: Por su libro Geografía mágica, el Premio Nacional del Ministerio de Cultura al Libro Mejor Editado en el 2010 https://web.archive.org/web/20160528234018/http://www.mcu.es/premiado/busquedaPremioParticularAnioAction.do?action=busquedaInicial&params.id_tipo_premio=1177&layout=PremioLibrosMejorEditadosPremios&cache=init&language=es
2009: Por su Libro de Monstruos españoles, el Premio Nacional del Ministerio de Cultura al Libro Mejor Editado en el 2008 http://www.mcu.es/gabineteprensa/notas/16392009/mejor_editados.pdf+http://elblogdepizcadepapel.blogspot.com.es/2009/05/el-libro-de-los-monstruos-espanoles.html (enlace roto disponible en Internet Archive; véase el historial, la primera versión y la última).

## Obras Literarias
- Los cuentos del erizo. Editorial Las Malas Compañías. Cartoné
- Libro de monstruos españoles. Editorial Siruela. Las Tres Edades. 177. Cartoné
- Libro de brujas españolas. Editorial Siruela. Las Tres Edades. 198. Cartoné
- La asombrosa y verdadera historia de un ratón llamado Pérez. Editorial Siruela. Las Tres Edades / Cuentos Ilustrados. 5. Cartoné - Cartoné
- La sorprenent i veritable història d'un ratolí anomenat Pérez. Editorial Siruela. Ediciones en catalán / Les Tres Edats / Contes Il.lustrats. 1. Cartoné
- Cuentos populares de la Madre Muerte. Editorial Siruela. Las Tres Edades/ Biblioteca de Cuentos Populares. 18. Cartoné - EPUB
- Cuentos populares del Mediterráneo. Editorial Siruela. Las Tres Edades/ Biblioteca de Cuentos Populares. 6. Cartoné - EPUB
- Geografía mágica. Editorial Siruela. Las Tres Edades. 213.Cartoné - Rústica[9]

## Más Información
- http://cervantestv.es/2011/11/22/entrevista-a-ana-cristina-herreros/
- http://www.europapress.es/extremadura/noticia-escritora-ana-cristina-herreros-presenta-cuentos-populares-madre-muerte-feria-libro-caceres-20120429133745.html

- Datos: Q5673719
- Multimedia: Ana Cristina Herreros Ferreira / Q5673719